# Táltos
Un "táltos" este un personaj din mitologia și folclorul poporului  maghiar, considerat ca fiind asemănător unui șaman. Personajul respectiv este considerat în folclor ca fiind o ființă binevoitoare, care, vindecă și aduc noroc. 
Exista anumite semne că un nou-născut va deveni táltos: acesta se poate naște cu un dinte sau cu șase degete. Poate, de asemenea, să vorbească la naștere. Aceste semne trebuie sa fie ținute ascunse la naștere deoarece dacă dintele este scos sau dacă secretul este aflat, nou-născutul nu va mai putea deveni táltos sau chiar va muri.